# تعز
تَعِزّ هي مدينة يمنية في المرتفعات الجنوبية، وهي العاصمة الثقافية لليمن، وتقع في سفح جبل صبر الذي يبلغ ارتفاعه نحو 3000 متر. تبعد عن العاصمة صنعاء 256 كم، وهي مركز محافظة تعز أكبر محافظات اليمن سكاناً، وتعد ثالث مدينة يمنية من حيث عدد السكان حيث بلغ عدد سكان تعز وفقاً لنتائج التعداد السكاني لعام 2004م 458,933 نسمة، وبحلول 2014 بلغ عدد سكانها حوالي 615,222 نسمة، وقد وصفت بأنها دمشق اليمن في الثمار والأزهار والأنهار والنزهة.
تقسم تعز إدارياً إلى ثلاث مديريات، ويمتاز مناخها بالاعتدال طوال العام تقريباً، وهي أكثر مناطق اليمن اعتدالاً، وتعد مدينة تعز الأغزر أمطاراً في اليمن بعد مدينة إب، حيث يصل المعدل السنوي للأمطار في تعز حوالي 600 مليمتر.
تكتسب أهميتها باعتبارها العاصمة الثقافية لليمن، حيث لعبت دوراً مهماً عبر تاريخ اليمن في المراحل القديمة والإسلامية والمعاصرة، وبلغت أوج مجدها عندما كانت عاصمة للدولة الرسولية (1229 – 1454م)، تلك الدولة التي استطاعت بسط سيطرتها على اليمن بكامله بل وسيطرت على مكة المكرمة وأجزاء من عمان. بدأ تاريخها منذ قيام سلطان الدولة الصليحية عبد الله بن محمد الصليحي ببناء قلعة القاهرة في النصف الأول من القرن السادس الهجري، وابتدأ في تمدينها أيام أخيه علي بن محمد الصليحي. وتعتبر مدينة تعز من المدن اليمنية التي نشأت في الفترة الإسلامية مع زبيد وجبلة، وكانت مركزاً حربياً قبل أن ينتقل إليها للسكن من مدينة زبيد طوران شاه عقب إخضاعه لليمن حوالي سنة 570 هـ، وكان حصن تعز (قلعة القاهرة) هو النواة الأولى للمدينة، و«ذي عدينة» الواقعة في جنوبها الغربي و«ثعبات» إلى شرقها.
بخروج الأيوبيين من اليمن أسس عمر بن رسول الدولة الرسولية، وبقيت تعز عاصمته، ومن ثم ورث بنو طاهر مناطق نفوذ الدولة الرسولية وعاصمتها تعز، وأسقط الإمام الزيدي المتوكل يحيى شرف الدين تعز سنة 1517 بالتعاون مع المماليك.
أصبحت تعز بعد انسحاب العثمانيين عاصمة المملكة المتوكلية اليمنية، وفي تعز قاد أحمد بن يحيى الثلايا سنة 1955 انقلاباً على الإمام أحمد حميد الدين وحاصر قصره في تعز لعشرة أيام. ومنها أيضاً اندلعت ثورة 26 سبتمبر.
أعلنت الحكومة اليمنية تعز عاصمة للثقافة اليمنية في أواخر 2013، حيث تكمن أهميتها الثقافية في وجود عدد كبير من الآثار الهامة كالمدارس الدينية والمساجد والقلاع، منها جامع الجند التاريخي وقلعة القاهرة، والمدارس الأثرية كالمظفرية والمدرسة الأشرفية والمدرسة المعتبية.

## التاريخ
في 130م تأسس الحي اليهودي اليهود من شرعب السلام في محافظة تعز،  وأزيل في 1940 وكان واحدا من أكثر الأماكن اللامعة للاستيطان اليهودي في اليمن.

### النشأة

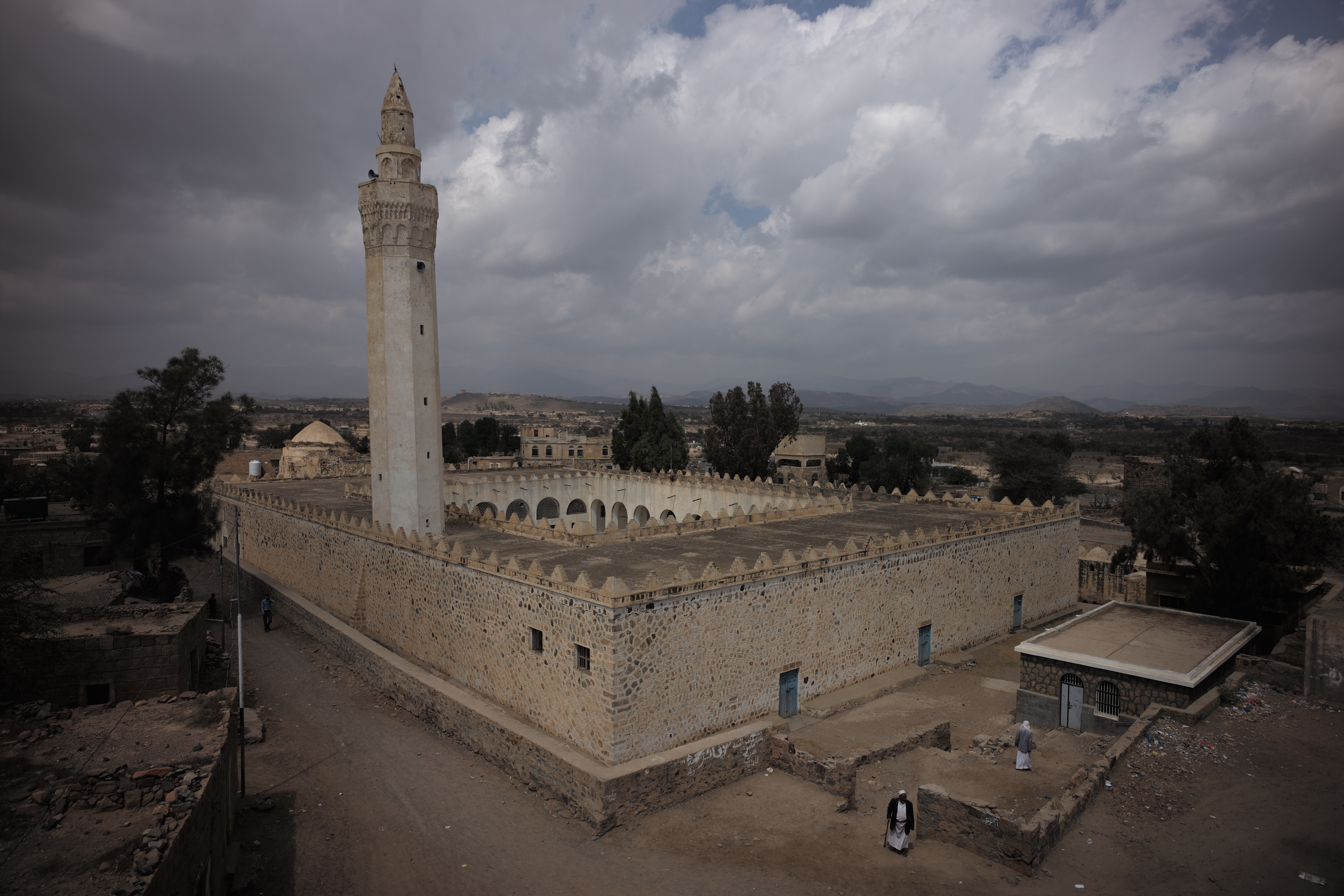
مسجد الجند، ثاني أقدم مسجد في اليمن بناه معاذ بن جبل قرب «تعز» بأمر من النبي محمد ويحرص اليمنيون على ارتياده في أول جمعة من شهر رجب كونها أول جمعة خطب فيها معاذ من خلال منبره

قيل عن تعز إنها هي القلعة التي تسمى بقلعة القاهرة، وترجع أول إشارة إلى تعز في المصادر التاريخية إلى النصف الأول من القرن السادس الهجري عندما بادر سلطان الدولة الصليحية عبد الله بن محمد الصليحي، ببناء قلعة القاهرة وابتدأ في تمدينها أيام أخيه علي بن محمد الصليحي.
وقد وردت الإشارة الثانية عن تعز في المصادر حين قام الأمير المنصور بن المفضل بن أبي البركات - الذي شغل منصب وزير للملكة أروى بنت أحمد ببيع معظم القلاع والمدن - ما عدا حصني تعز وصبر- إلى حاكم عدن الزريعي الداعي محمد ابن سبأ مقابل مائة ألف دينار.
وهناك إشارة أخرى لمدينة تعز في المصادر قد ظهرت في أواخر القرن السادس الهجري/الثاني عشر الميلادي مقترنا بوصول طوران شاه الأيوبي إلى اليمن سنة 569 هـ / 1173م والذي سيطر على تعز بعد سيطرته على زبيد، وهو في طريقه للسيطرة على عدن، حيث رتب فيها أميراً هو ياقوت التعزي لينوبه مثلما صنع في زبيد زعدن وجبلة، وقام سيف الإسلام طغتكين بإعادة بناء حصنها واتخذها قاعدة لبلاد المعافر. وقبل ذلك كان السلطان طغتكين بن أيوب قد اتخذ من الجند مقراً له كما اتخذ حصن التعكر وحصن تعز سكناً للحرائر وأنشأ مدينة شرق مدينة القاعدة أطلق عليها اسم «المنصورة».
وتعتبر مدينة تعز من المدن اليمنية التي نشأت في الفترة الإسلامية على سواحل تهامة وفي الهضبة الوسطى، ومنها زبيد والكدراء والمهجم وذي جبلة، والمقرانة، وكانت مركزاً حربياً قبل أن ينتقل إليها للسكن من مدينة زبيد طوران شاه عقب إخضاعه لليمن حوالي 570 هـ، وبعد مرور عھد الدولة الأيوبية أتت بعدھا الدولة الرسولية التي استمر فیھا توسع مدینة تعز، حیث كانت المدينة تتكون من أربعة أقسام، «المغربة» التي كانت تقع جنوب قلعة القاهرة، و«ذي عدینة» شمال القلعة، وثعبات التي كانت في عھد الدولة الأیوبیة عبارة عن بساتین وبعد دخول الدولة الرسولیة بدأ الرسوليون ببناء القصور فیھا حتى توسعت المدینة باتجاھھا، إضافة إلى المحاریب التي كان یسكنھا عامة الناس.
وقد اتسعت المدينة اتساعاً مذهلاً خلال انتقال السلطة بين بني أيوب إلى بني رسول سنة 626 هـ / 1229م، حیث كانت أحیائھا تعج بالمدارس والمساجد ودور الضیافة، إضافة إلى الأسواق والأنشطة السكانیة المتعددة، كما كثرت القصور والبساتین والحدائق الغناء التي توزعت على جنبات المدینة.

### الدولة الرسولية

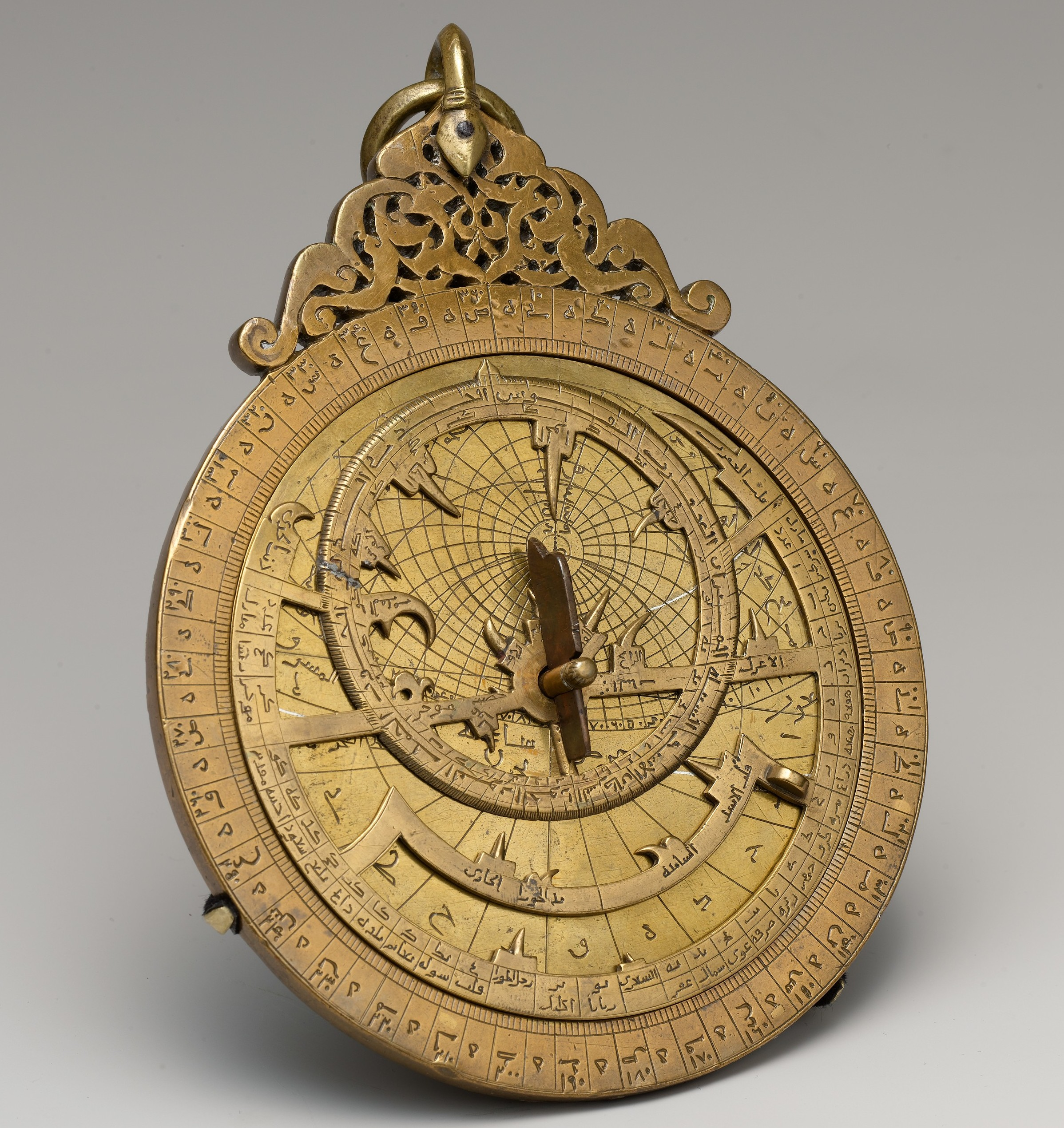
أسطرلاب مصنوع بيد الملك الأشرف عمر بن يوسف عام 1291

بعد خروج آخر سلاطين الأيوبيين المسعود من اليمن عام 1228 ووفقا لمصادر أخرى عام 1223 عُين عمر بن رسول نائبا له. وتمكن عمر بن رسول من تأسيس الدولة الرسولية واستقلالها عن الأيوبيين في مصر، وتمكن من توحيد البلاد من جديد وبقيت تعز عاصمته،  وكان عمر بن رسول طموحاً وسياسياً بارعا وبدأ ببناء قاعدة دعم شعبية في تعز ساعدته كثيراً في بناء الدولة الرسولية على أساس صلب. وامتد ملكه من ظفار وحتى مكة.
قُتل عمر بن رسول عام 1249 وخلفه نجله الملك المظفر يوسف الأول، وقمع محاولة الزيدية لزعزعة ملكه فتلقب بالمظفر لذلك. عندما سقطت بغداد عام 1258 أمام هولاكو خان، تلقب الملك المظفر يوسف الأول بلقب الخليفة،  ونقل العاصمة من صنعاء إلى تعز لقربها من عدن.
وكسى المظفر الكعبة المشرفة من داخلها وخارجها بعد انقطاع ورودها من بغداد بسبب دخول المغول إليها، وبقيت كسوته الداخلية حتى سنة 761 هـ / 1359م، وقد كتب على لوح رخامي داخل الكعبة النص الآتي:
| ” | أمر بتحديد رخام هذا البيت المعظم، العبد الفقير إلى رحمة ربه وأنعمه؛ يوسف بن علي بن رسول، اللهم أيده بعزيز نصرك، واغفر له ذنوبه، برحمتك يا كريم يا غفار بتاريخ سنة ثمانين وستمائة هجرية. | “ |

وبنى عدداً من المدارس والقلاع والحصون، واستطاع أن يضم ظفار الحبوضي لملكه، ليكون ما تحت ملكه هو كامل اليمن وظفار ومكة، وخلال حوالي سبعة وأربعين سنة، هي فترة حكمه استطاعت خلالها عاصمته تعز أن تتبوأ موقعها بين المدن العربية في تلك الحقبة وما تلاها. وأنشأ داراً لضرب السكة في تعز، إضافة إلى عدن وصنعاء وزبيد وصعدة ومكة. توفي الملك المظفر في تعز ودفن بها بعد 47 عامًا من الحكم منفرداً حتى ألد أعدائه، وهم الزيدية، وصفوه بأعظم ملوك اليمن تعليقا على وفاته.
بنى الرسوليون جامع ومدرسة المظفر والمدرسة المعتبية والمدرسة الأشرفية بتعز وكان الهدف من ذلك تعزيز المذهب الشافعي،  حيث كان ملوك بني رسول رجالاً متعلمين فلم يكتفوا بإثراء المكتبات بالكتب بل لعدد من ملوكهم مؤلفات في الطب والفلك والزراعة. فتحولت تعز وزبيد أيام الرسوليين، إلى مراكز مهمة لدراسة المذهب الشافعي على مستوى العالم. ويعتبر المؤرخون دولة بني رسول من أعظم الدول اليمانية منذ سقوط مملكة حِميَّر.
استمرت دولة بني رسول لأكثر من مئتي سنة إلى أن دبَّ فيها الضعف عام 1424، فأصبحت المملكة مهددة من قبل أفراد الأسرة الحاكمة، بسبب خلافاتهم حول مسألة الخلافة، بالإضافة للتمردات المتكررة من الأئمة الزيدية وأنصارهم، كان الرسوليون يحظون بدعم سكان تهامة وجنوب اليمن واضطر الرسوليون لشراء ولاء قبائل المرتفعات الشمالية بالأموال وعندما ضعفت الدولة، وجد الرسوليون أنفسهم عالقين في حرب استنزاف، فلم يكن الزيدية يوما ما سياسيين بارعين أو حكاما أقوياء، ولكنهم يعرفون جيدًا كيف يستنزفون طاقات أعدائهم. ورغم جهود الرسوليين لتثبيت المذهب الشافعي في اليمن لمجابهة الزيدية والإسماعيلية، إلا أن من أسقط دولتهم لم يكونوا أعدائهم التقليديين بل سلالة شافعية محلية اسمها بنو طاهر، إذ استغل الطاهريون الخلافات بين الأسرة الرسولية الحاكمة ليسيطروا على عدن ولحج وبحلول عام 1454 أعلنوا أنفسهم الحكام الجدد لليمن.

### العثمانيون

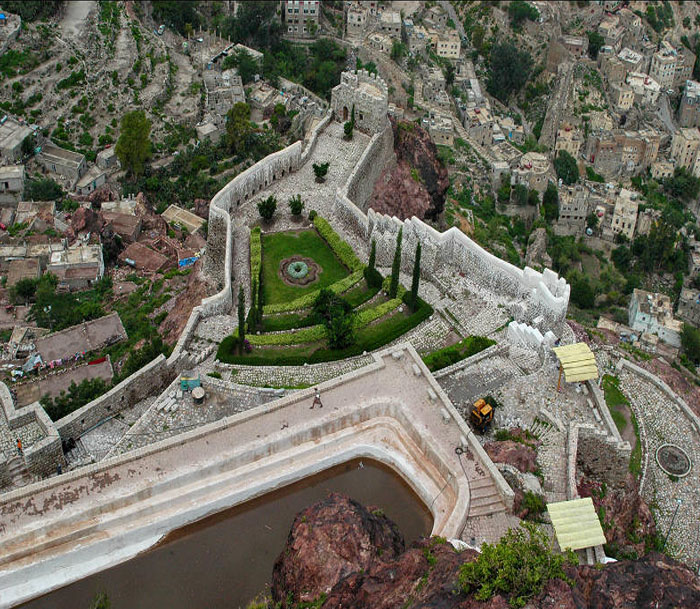
قلعة القاهرة بتعز.

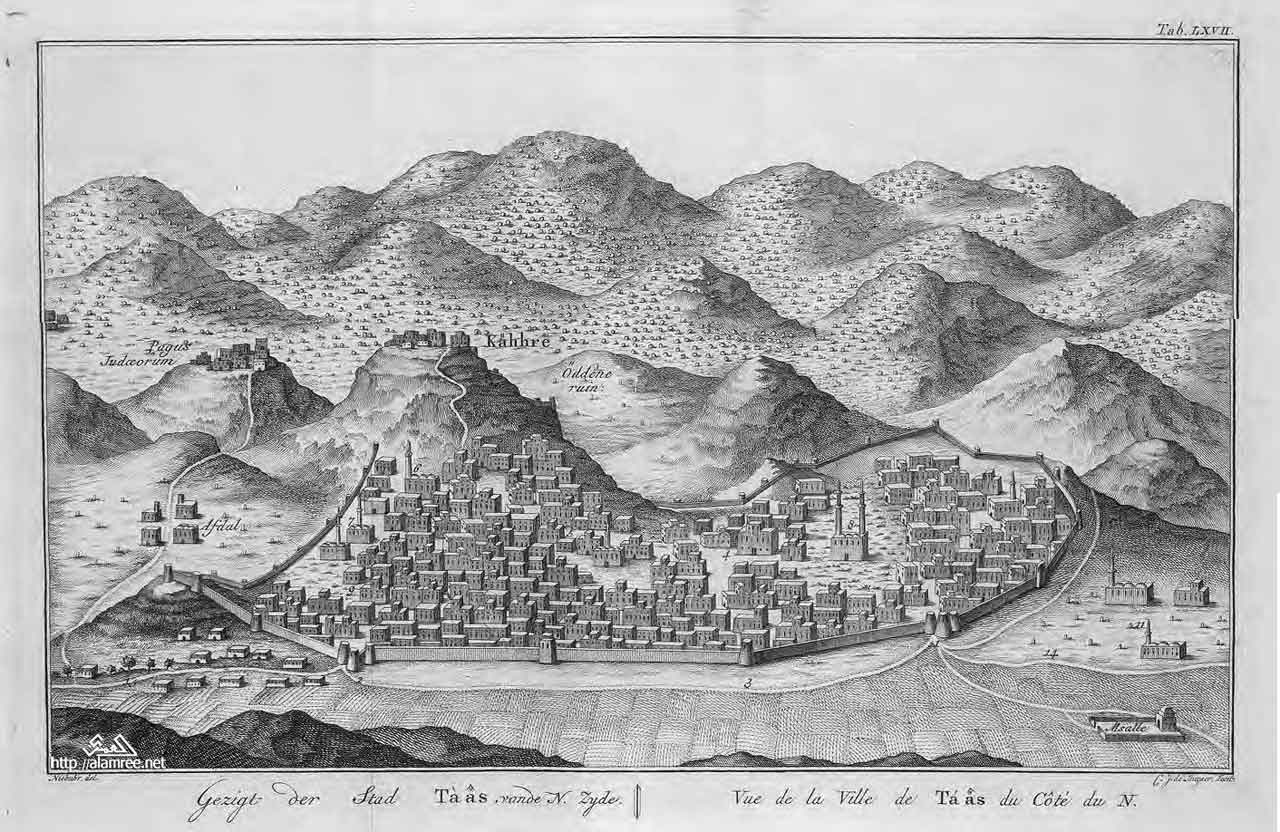
صورة لمدينة تعز رسمها كارستن نيبور في القرن الثامن عشر.

وورث بنو طاهر مناطق نفوذ الدولة الرسولية وعاصمتها تعز، وأرسل المماليك قوة لقتال البرتغاليين الذي احتلوا جزيرة سقطرى. ولكنهم تعاونوا مع الإمام الزيدي المتوكل يحيى شرف الدين وسيطروا على مناطق نفوذ الطاهريين عام 1517، ودحروهم من تعز ورداع ولحج وأبين. فتحالف السلطان الطاهري عامر بن داوود مع البرتغاليين، وبعد دولة المماليك في مصر على يد العثمانيين، عزموا السيطرة على اليمن.
واقتحم خادم سليمان باشا مدينة عدن عام 1538، وكانت المرتفعات الشمالية مستقلة عليها الإمام الزيدي يحيى شرف الدين، ومن ثم سيطر العثمانيون بقيادة أويس باشا على المرتفعات، واقتحمت قوات أويس باشا وأنصار المطهر تعز وتوجهت شمالاً نحو صنعاء وسيطر عليها عام 1547.
وواجه العثمانيون ثورات عديدة من الأئمة الزيديين، وتمكن المطهر بن يحيى شرف الدين من اجتياح صنعاء، وقتل مراد باشا في ذمار، ومن ثم تمكن من السيطرة على تعز وعدن، فأرسل الباب العالي عثمان باشا إلى تعز عام 1569 وقام بمحاصرة قلعة القاهرة ولكنه لم يتمكن منها، وتبع ذلك قدوم سنان باشا الذي استعاد تعز ومناطق أخرى من أتباع المطهر، توفي الإمام المطهر عام 1572، وتمكن العثمانيون من اقتحام صنعاء وصعدة ونجران عام 1583.
حشد المنصور بالله القاسم أنصاره لقتال العثمانيين في 1597، واستعاد صعدة وعمران وحجة، ووقع جعفر باشا هدنة لعشر سنوات معه،  في بداية الانسحاب العثماني الأول، كانت إمارات الجنوب منفصلة عن الإمامة الزيدية في الشمال، ويحكمها أمراء، وسلاطين حتى احتلت الإمبراطورية البريطانية عدن عام 1839م.
وعند عودة العثمانيّين أسسوا ولاية اليمن عام 1872 في المناطق الشمالية باستثناء المناطق الجنوبية، قسم العثمانيون ما كانوا يحكموه إلى أربعة ألوية وهي: لواء صنعاء، لواء عسير، لواء الحديدة (تهامة)، لواء تعز، كان العثمانيون يسيطرون على المدن الرئيسية ولم يستطيعوا إحكام سيطرتهم على الأرياف حيث القبائل والأئمة الزيدية.

### التاريخ الحديث

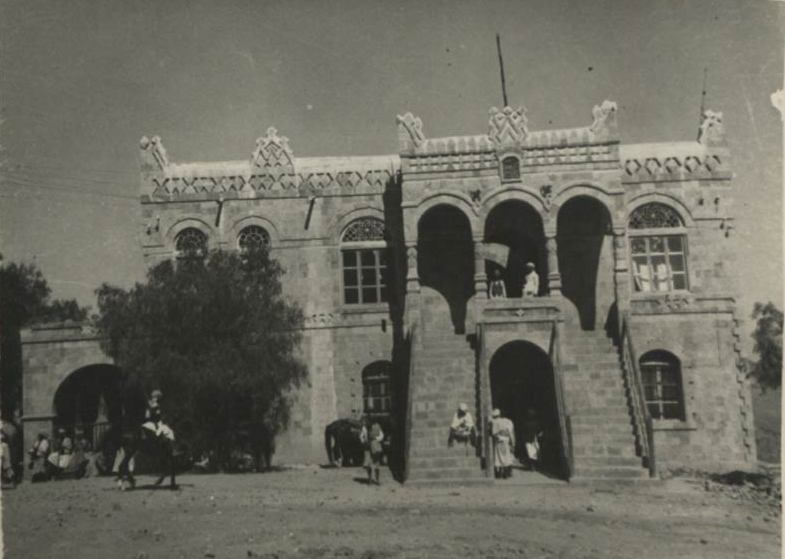
مبنى وزارة الخارجية في تعز عام 1952

العقل المدبر لثورة 1962 عبد الرحمن البيضاني

كان يحيى حميد الدين المتوكل إماما على الزيدية في اليمن وبخروج العثمانيين أسس المملكة المتوكلية اليمنية وعاصمتها تعز، وتبنى سياسة انعزالية خوفاً من أن تسقط بلاده لسلطة القوى الاستعمارية المتحاربة عقب الحرب العالمية الأولى وكذلك لإبعاد المملكة عن التيارات القومية التي ظهرت في المنطقة العربية تلك الفترة. قاد الإمام عبد الله الوزير بمساعدة من بعض أفراد الأسرة المالكة وحزب الأحرار اليمنيين ما سمي بثورة الدستور عام 1948 والتي قُتل خلالها الإمام يحيى حميد الدين واُختير عبد الله الوزير «إماماً دستورياً». شن أحمد حميد الدين ثورة مضادة وتمكن من إخماد ثورة الدستور وإعدام عبد الله الوزير ورفاقه. وبعد 1948 توسعت تعز خارج سورها الحصين.
في عام 1955 قام المقدم العائد من العراق أحمد بن يحيى الثلايا بالانقلاب على الإمام أحمد حميد الدين وحاصر قصره في تعز لعشرة أيام. فتوجه الأمير محمد البدر حميد الدين للمرتفعات الشمالية وجمع الأنصار وهاجمت القبائل تعز وأفشلت الانقلاب وأُعدم أحمد يحيى الثلايا.
قامت ثورة 26 سبتمبر 1962 من تعز واستطاعت إسقاط المملكة المتوكلية وتدخل فيها الجيش المصري لصالح الثوار. أخرج الإمام أحمد الضباط من السجون وعينهم في مناصب قيادية أملا في طي صفحة انقلاب 1955، وبدأ الضباط وعدد من رجال القبائل مثل سنان أبو لحوم بتشكيل خلايا وأول عملية نفذوها كانت محاولة اغتيال الإمام أحمد 1961 على يد عبد الله اللقية ومحمد العلفي ومحسن الهندوانة في الحديدة،  واستمرت المناوشات وطلب الضباط دعما من جمال عبد الناصر الذي رد قائلا: «نبارك خطواتكم وسنكون مستعدين لدعم الثورة اليمنية». خشيت السعودية من المد الناصري فأرسلت أموال وأسلحة لدعم القبائل الموالية للإمام البدر واشترك إلى جانب الملكيين قوات من المرتزقة من جنسيات مختلفة شكل انسحاب الجيش المصري بعد النكسة عام 1967 ضربة للجمهوريين فحوصروا في صنعاء فيما عرف بحصار السبعين ورغم تفوق الملكيين والإمدادات التي لا تنقطع، انتصر الجمهوريين.

## التركيبة السكانية
| العام | السكان  |
| ----- | ------- |
| 1877  | 4-5 ألف |
| 1962  | 20,000  |
| 1975  | 79,720  |
| 1986  | 172,439 |
| 1994  | 317,753 |
| 2004  | 458,933 |

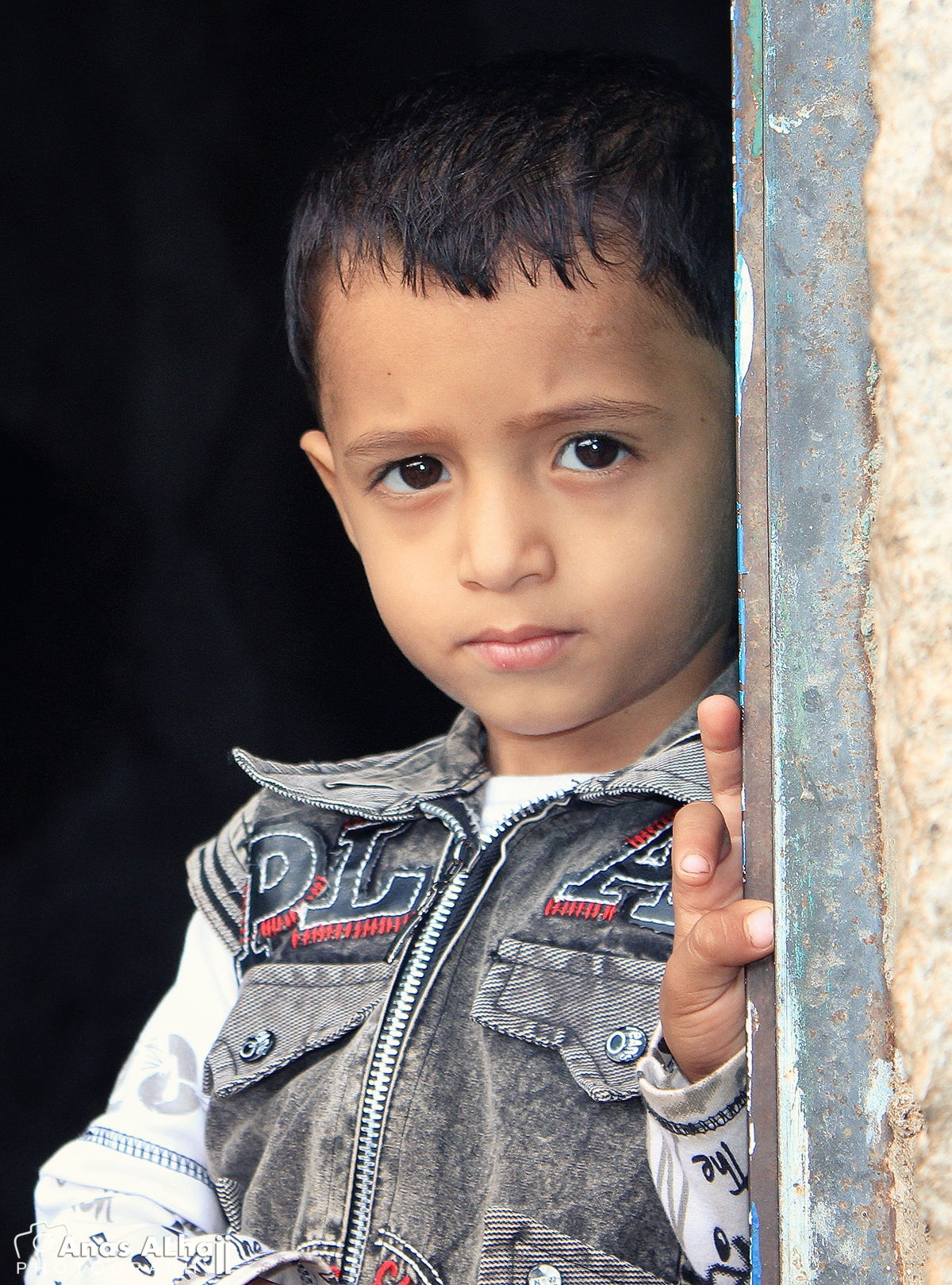
طفل من تعز

أولى المعطيات المعلوماتية عن سكان المدينة كان في عام 1877م / 1293 هـ حين قدر الرحالة الإيطالي رينزو مانزوني في كتابه عدد سكانها بما يتراوح بين أربعة آلاف وخمسة آلاف نسمة، وعندما زار (زويمر) المدينة في أواخر القرن التاسع عشر وصفها قائلاً بأنها: (قرية كبيرة حصينة وربما بلغ سكانها خمسة آلاف).
بلغ عدد سكان تعز وفقاً لنتائج التعداد السكاني لعام 2004م 458,933 نسمة، منهم 48% من الإناث،  وتبلغ الكثافة السكانية 14,544 نسمة/كم2.

### سكان المديريات
تقسم المدينة إدارياً إلى ثلاث مديريات، وتشكل كل مديرية حي يشمل عدد من الحارات.
| المديرية      | مديرية المظفر | مديرية القاهرة | مديرية صالة | إجمالي المدينة |
| ------------- | ------------- | -------------- | ----------- | -------------- |
| عدد المساكن   | 28,151        | 25,274         | 24,142      | 77,567         |
| عدد الأسر     | 25,644        | 22,903         | 22,616      | 71,163         |
| الذكور        | 87,369        | 74,602         | 76,161      | 238,132        |
| الإناث        | 79,762        | 69,377         | 71,662      | 220,801        |
| إجمالي السكان | 167,131       | 143,979        | 147,823     | 458,933        |

## الجغرافيا والمناخ

### الموقع

موقع محافظة تعز بالنسبة لليمن

تقع مدينة تعز جغرافياً بين خطي طول 43.َ41ْ و 44.َ13ْ شرقاً وبين خطي عرض 13.َ21ْ و13.َ43ْ شمال خط الاستواء، ويصل ارتفاع جبل صبر الذي تقع المدينة على سفحه الشمالي إلى 3015 متراً فوق سطح البحر، وتبعد تعز عن العاصمة صنعاء 256 كم، وعن عدن 167 كم، وعن المخاء 110 كم، وعن الجند بحوالي 22 كم، وهي مركز محافظة تعز المسماة باسمها، وتبلغ مساحة مدينة تعز 42.3 كم2.
یحد المدینة من الجھة الشمالیة مديرية التعزية، ویحدھا جنوباً مدیریتي مشرعة وحدنان وصبر الموادم، أما شرقاً فیحدھا مدیریتي صبر الموادم، ومن الجھة الغربیة مدیریتي التعزية وصبر الموادم.

### التضاريس

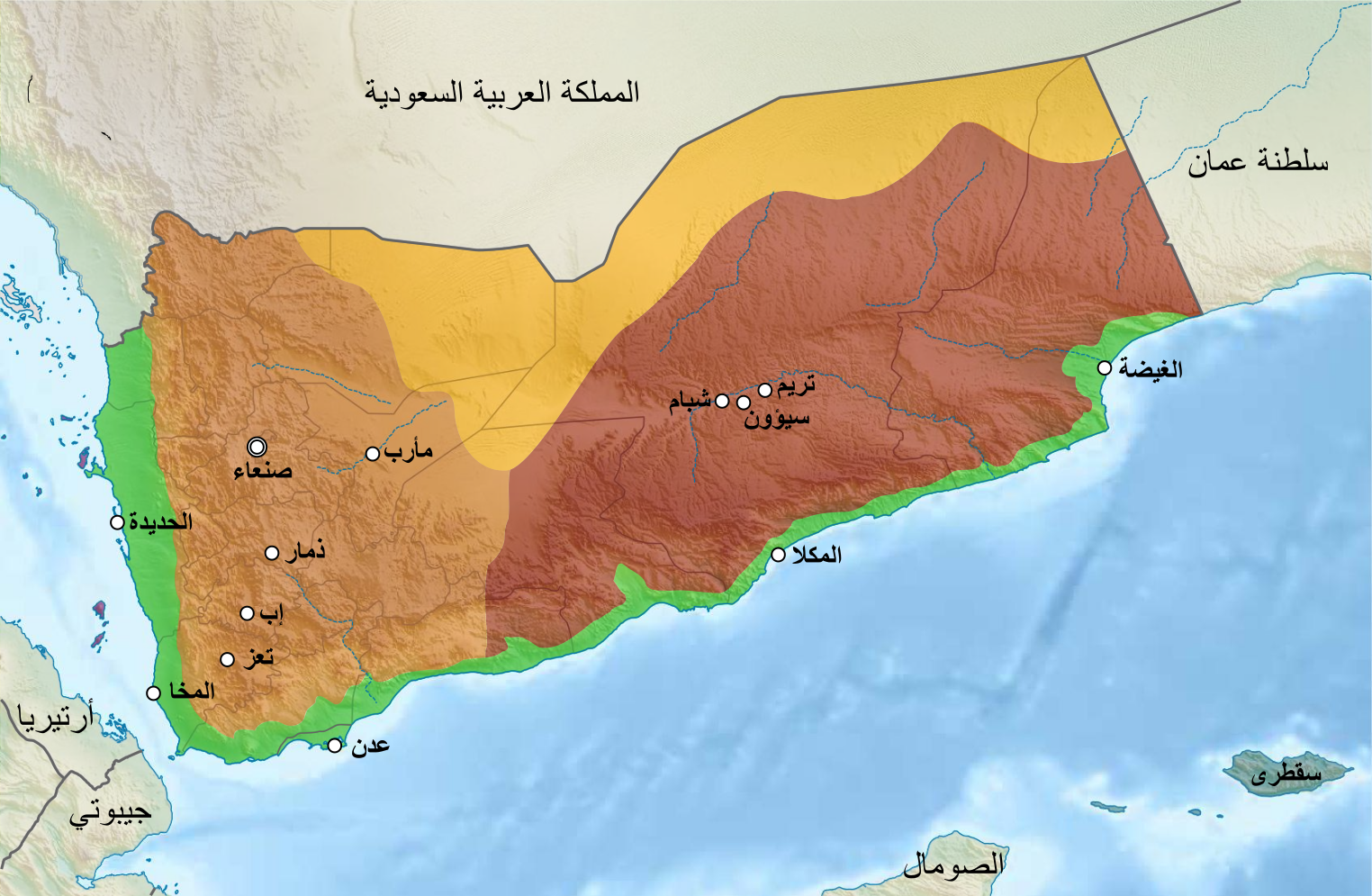
تضاريس اليمن.

تتمیز مدینة تعز بوعورة سطحھا، فهي عبارة عن هضبة تمثل امتداد لھضاب الیمن الغربية، كما أنھا عبارة عن منطقة حوضیة، یحیط بھا جبل صبر من الجنوب، وتتخللھا كتل متفرقة ومتقاربة من التلال والھضاب ذات القمم الدائریة متباینة الارتفاعات،  كما تحدھا التلال من الشرق ومن الغرب، وینحدر سطح المدینة من الجنوب الشرقي صوب الشمال الغربي أي صوب منطقة عصیفرة، ویتراوح ارتفاع مدینة تعز بین 1120م و 1680م فوق مستوى سطح البحر.

### المناخ
تتمتع مدينة تعز بمناخ معتدل طوال العام تقريباً، وهي أكثر مناطق اليمن اعتدالاً،  ويبلغ متوسط درجة الحرارة اليومية خلال شهور أكتوبر حتى فبراير 15.3 درجة مئوية، وهو متوسط قد يجعل المقيمين بالمدينة يشعرون ببعض البرودة، في حين أن هذا المتوسط يرتفع من 20.1 درجة في شهر مارس إلى 23.4 درجة في شهر يونيو.
وتعد مدينة تعز الأغزر أمطاراً في اليمن بعد مدينة إب، حيث يصل المعدل السنوي للأمطار في تعز حوالي 600 مليمتر، ولكن في جبل صبر هو على الأرجح حوالي 1 متر (39.4 بوصة) سنوياً.
يصل معدل نسبة الرطوبة السنوي إلى 55.9%، وترتفع الرطوبة النسبية عموماً في أعقاب المواسم الممطرة.
| البيانات المناخية لـتعز                        | البيانات المناخية لـتعز | البيانات المناخية لـتعز | البيانات المناخية لـتعز | البيانات المناخية لـتعز | البيانات المناخية لـتعز | البيانات المناخية لـتعز | البيانات المناخية لـتعز | البيانات المناخية لـتعز | البيانات المناخية لـتعز | البيانات المناخية لـتعز | البيانات المناخية لـتعز | البيانات المناخية لـتعز | البيانات المناخية لـتعز |
| الشهر                                          | يناير                   | فبراير                  | مارس                    | أبريل                   | مايو                    | يونيو                   | يوليو                   | أغسطس                   | سبتمبر                  | أكتوبر                  | نوفمبر                  | ديسمبر                  | المعدل السنوي           |
| ---------------------------------------------- | ----------------------- | ----------------------- | ----------------------- | ----------------------- | ----------------------- | ----------------------- | ----------------------- | ----------------------- | ----------------------- | ----------------------- | ----------------------- | ----------------------- | ----------------------- |
| متوسط درجة الحرارة الكبرى °م (°ف)              | 26.3 (79.3)             | 27.4 (81.3)             | 27.9 (82.2)             | 28.3 (82.9)             | 29.0 (84.2)             | 31.3 (88.3)             | 32.5 (90.5)             | 31.7 (89.1)             | 31.3 (88.3)             | 31.1 (88.0)             | 29.6 (85.3)             | 27.1 (80.8)             | 29.5 (85.0)             |
| متوسط درجة الحرارة الصغرى °م (°ف)              | 14.1 (57.4)             | 15.3 (59.5)             | 17.3 (63.1)             | 18.8 (65.8)             | 19.5 (67.1)             | 19.9 (67.8)             | 20.2 (68.4)             | 19.1 (66.4)             | 17.8 (64.0)             | 16.9 (62.4)             | 15.7 (60.3)             | 14.9 (58.8)             | 17.5 (63.5)             |
| معدل هطول الأمطار مم (إنش)                     | 9 (0.4)                 | 12 (0.5)                | 37 (1.5)                | 68 (2.7)                | 89 (3.5)                | 73 (2.9)                | 60 (2.4)                | 89 (3.5)                | 110 (4.3)               | 91 (3.6)                | 17 (0.7)                | 5 (0.2)                 | 660 (26.2)              |
| المصدر #1: Hydrological Sciences               |                         |                         |                         |                         |                         |                         |                         |                         |                         |                         |                         |                         |                         |
| المصدر #2: Journal of Environmental Protection |                         |                         |                         |                         |                         |                         |                         |                         |                         |                         |                         |                         |                         |

## الاقتصاد والنقل

### النقل
تُعتبر الحافلات والمركبات الصغيرة الوسائل الرئيسية للتنقل داخل مدينة تعز، أما بالنسبة للمركبات فتُستخدم سيارات الأجرة والسيارات الخاصة.
وتخدم تعز بالعديد من الطرق الرئيسية التي تصل بينها وبين مختلف مدن اليمن، وتخدم المدينة جوياً بواسطة مطار تعز الدولي الذي يربط تعز مع مختلف بلدان العالم، وأقرب ميناء لمحافظة تعز هو ميناء المخا، ولدى تعز العديد من الطرق التي تصلها مع شمال اليمن وجنوبها.

## المياه

نصيب الفرد اليمني من المياه سنوياً والمخزون المائي الجوفي

تعد مشكلة المياه في محافظة تعز الأقدم من نوعها في اليمن، حيث كانت قد بدأت المشكلة مطلع التسعينيات في مدينة تعز ومطلع السبعينيات في ريفها. وتصل إمدادات مشروع المياه يوم واحد في الشهر، حيث يلجأ الكثير من السكان لتعبئة خزانات المياه الخاصة بهم من «الوايتات» التي تنقل الماء من آبار المياه المنتشرة بشكل عشوائي في المدينة وغالب المحافظة.
أشارت دراسات البنك الدولي أن مدن يمنية كثيرة في مقدمتها العاصمة صنعاء وتعز مهددة بالعطش خلال أقل من عقدين إذا لم تتخذ التدابير اللازمة لتأمين مصادر مياه جديدة. وترجع السلطة المحلية في المحافظة السبب وراء استنزاف المياه إلى زيادة عدد السكان والتوسع العمراني في المحافظة مع محدودية مصادر المياه فيها.
حيث تعتمد مدينة تعز على ثلاث أحواض مائية وهي: الحيمة، وادي الضباب، والحوبان، وتزود المدينة ب 17,000 متر3 يومياً، ويبلغ الاحتياج اليومي للسكان من المياه هو 56,000 متر3، وهذا يعني نقص 26,000 متر مكعب من الاحتياج، حسب المؤسسة المحلية للمياه والصرف الصحي.
ويبلغ متوسط استهلاك الفرد في مدينة تعز من الماء يومياً 23 لتراً فقط. وتعتبر الأمطار المصدر الرئيسي لتغذية مصادر مياه المدينة.

## الخدمات العامة

### التعليم

#### تاريخ
يعتبر التعليم من أقدم الخدمات التي قَدمت في تعز ابتدَأ بالدولة الأيوبية وأصبحت السمة الأبرز في الدولة الرسولية (1228 - 1454)، حيث ازدهرت فيها الحياة العلمية وكان ملوكها يهتمون بنشر العلم وبنوا مدارس متعددة في عاصمتهم تعز وحواضرهم وقراهم وشاركهم هذا الاهتمام أمراؤهم وكبار رجال دولتهم ونساؤهم وهي كثيرة ومنها: مدارس المنصورية، المظفرية، المؤيدية، المجاهدية، الأفضلية، الأشرفية، الظاهرية، الغرابية والمعتبية وغيرها.
وتنوعت المؤسسات التعليمية في تاريخ اليمن الإسلامي، فكانت هناك الكتاتيب أو المعلامات والمساجد والمدارس وكذلك الأربطة والزوايا والخوانق ودور الضيف، وغيرها من أماكن التعلم كمجالس العلم التي كانت تقام في منازل العلماء أو قصور ملوك بني رسول.
بدأ التعليم النظامي الرسمي الحديث بمحافظة تعز عام 1935م، وذلك عندما أسست مدرسة حديثة في المدينة الأمير علي الوزير، وتلاه الإمام أحمد حمید الدین عام 1935م الذي أنشأ المدرسة الأحمدية، عندما كان ولیاً للعهد أثناء إقامته بتعز، واقتصرت على التعليم الابتدائي، ومن ثم توسعت وشملت التعليم الأساسي والثانوي، وهي الآن مدرسة الثورة الأساسية الواقعة بشارع 26 سبتمبر في تعز. وافتتحت مدرسة للتمريض بالمدينة في عام 1957م وكانت تلك بداية لتعليم الفتاة تعليماً حديثاً، وكان المستشفيان الوحيدان في المدينة يستوعبان الخريجات من هذه المدرسة.

#### حالياً

شعار جامعة تعز التي أُسِّسَت في 1993

يوجد في مدينة تعز 114 مدرسة، منها 90 مدرسة للتعليم الأساسي، كما يوجد 24 مدرسة ثانوية وأساسية حسب إحصائيات 2010.
بالنسبة للتعليم العالي توجد في تعز جامعة حكومية واحدة، وهي جامعة تعز تأسست في 1993، وتتكون من ثمان كليّات و17 مراكز علمية ودوائر مختلفة.

### الصحة
كان في تعز مستشفى واحد من بين ست مستشفيات كانت هي كل نصيب اليمن في أواخر عقد خمسينيات القرن العشرين، وكان مستشفى الناصر بتعز، الذي بناه الإمام أحمد يحيى حميد الدين في أوائل الخمسينيات بجوار المستشفى التركي يتكون من مجموعة من الأبنية، بداخلها أقسام وعنابر جُهِّزَت تجهيزاً متوسطاً، وكانت طاقته الاستيعابية 580 سريراً.
وفي مطلع القرن الواحد والعشرين بلغ نصيب المدينة من المستشفيات الحكومية 4 مستشفيات، إضافة إلى عدد من المراكز والوحدات الصحية وتستأثر بالعدد الأكبر من إجمالي الكادر الطبي في المحافظة البالغ عددهم 583 طبيباً، و778 ممرضاً.
يوجد في العاصمة الثقافية تعز عدد 22 مستشفى، و14 مركز صحي، و3 وحدات صحية.

## الإعلام

### الصحافة
خلال فترة حكم الإمام «أحمد» كان هناك صحيفتين، الأولى رسمية حكومية وهي «صحيفة النصر»، والصحيفة الأخرى كانت «صحيفة سبأ الأهلية»، التي تأسست بتاريخ 1 يناير 1949م ويرأس تحريرها محمد عبده صالح الشرجبي رئيسها، وكانت تهدف للوقوف ضد الاستعمار البريطاني في جنوب اليمن، وضد الجمعية اليمانية الكبرى وأنصارها، وصدر منها 7 أصدارات فقط، كان آخرها بتاريخ 26 يوليو 1962 قبل قيام ثورة 26 سبتمبر بشهرين.
في يوم 14 أكتوبر 1959 صدرت صحيفة الطليعة ذات الاتجاه اليساري لصاحبها ورئيس تحريرها عبد الله عبد الرزاق باذيب، وبعد يومين من قيام ثورة 26 سبتمبر 1962 صدرت «صحيفة الثورة» تحت إشراف القيادة العسكرية للثورة. وصدرت صحيفة الجمهورية الرسمية بعد خمسة وعشرين يومًا من قيام الثورة، وحددت كجريدة سياسية ثقافية جامعة، وأصبحت من بداية عام 1963 أسبوعية أيضاً، وفي عام 1967 تحولت إلى صحيفة يومية.
في ديسمبر 1962 صدرت صحيفة الأخبار كنشرة إخبارية يومية في حجم صغير توزع مجاناً، وفي النصف الثاني من عام 1963 استبدلت النشرة الصغيرة بصحيفة يومية سياسية، فكانت أول صحيفة يومية تصدر في اليمن الشمالي، وظلت تصدر حتى مارس 1967 حين ضمت إلى صحيفة
الجمهورية التي تقرر إصدارها يومية.
صدرت «مجلة الحياة الجديدة» الأهلية في 1 فبراير 1968، وكان شعارها جمهورية إلى الأبد، وكانت تطبع في مطابع دار القلم بتعز. وفي يوليو 1968 صدرت «مجلة الرسالة» كجريدة يمنية جامعة ثم وسعت صفتها فأضافت «سياسية أسبوعية مستقلة». في 1999 صدرت صحيفة الثقافية كصحيفة أسبوعية حكومية، وفي 2002 صدرت في تعز «مجلة الحياة الجامعية» شهرية جامعية متخصصة.

### الإذاعة والتلفزيون
تأسست إذاعة تعز عقب قيام ثورة 26 سبتمبر، وكان من جملة أهداف تأسيسها إيصال صوت الثورة إلى جميع إنحاء البلاد، وبدأت تجارب إرسال الإذاعة عام 1963م ودُشن العمل رسمياً فيها في يوليو 1964م، بحيث تبث ثلاث ساعات يومياً، ومن ثم ثماني ساعات، وكانت تبث برامج باللغة الإنجليزية. ومن أشهر برامجها أثناء ثورة 14 أكتوبر في جنوب اليمن، برنامج «صوت الجنوب الثائر»، وهو برنامج يومي استمر منذ 1963 حتى 1967. وكانت الإذاعة تبث في أوقات مخالفة لبث إذاعة صنعاء وذلك لتنسيق البث البرامجي بين الإذاعتين.

## الثقافة

### اللهجات
يتحدث معظم سكان تعز بلهجة محلية تعزية، ويبلغ عدد المتحدثين بها 7 ملايين شخص، وتتميز اللهجة التعزية بالخفة في النطق، حيث ينطق حرف الثاء فيها تاءً، ويفخم السين صاداً، وترقق الطاء في بعض كلماتها تاءً، ويعطل ألف الضمير المؤنث فيها.

### الرياضة

شعار نادي الصقر

كانت تعز من بين أوائل المدن اليمنية التي ظهرت فيها الأنشطة الرياضية، حيث بدأت في عام 1950م حين وجد فريقان لكرة القدم الأول الفريق العسكري بقيادة أحمد الثلايا والفريق الثاني مدني برئاسة اللاعب محمد جمال، ولم يمر عامان إلا وقد تكون فريقان آخران هما فريق الصحة والهلال. وكانت مباريات كرة القدم في البداية تقام بجانب المشهد الذي تقام به صلاة العيدين في شمال مدينة تعز القديمة «مدرسة عبد الناصر حاليا».
يمكن اعتبار النادي الأهلي بتعز أقدم أندية المدينة حيث تأسس في 1952م، وكانت الرياضات التي تمارس فيه كرة القدم وكرة الطائرة والسلة. وكان نادي الصحة الثقافي الاجتماعي ثاني ناد تأسس في المدينة أوائل خمسينيات القرن العشرين من موظفي مستشفى تعز، وفي النادي كانت تمارس رياضات كرة القدم وتنس الطاولة وكرة الطائرة وألعاب القوى والشطرنج والكاراتيه، كما كان لهذا النادي نشاطاً ثقافيا واجتماعيا وفنيا متميزاً في مرحلة سبعينات القرن العشرين، حيث أُنْشِئَت أول مكتبة فيه عام 1969م، وكانت الأولى من نوعها في أندية اليمن الشمالي، كما فتحت في النادي فصول لمحو الأمية، وكانت تقام ندوات فكرية وفينة وأدبية لوجود مجموعة من الشباب المثقفين.
أما نادي طليعة تعز الرياضي فقد تأسس عام 1966م، وكان معظم أعضائه من طلاب المدارس، يمارسون ألعاب كرة القدم والسلة والطائرة وتنس الطاولة وألعاب القوى.
أما النادي الرابع فهو نادي الصقر الرياضي الثقافي الذي تأسس في شهر مارس 1968 وقد تكون من طلاب القسم الداخلي في دار الناصر بمدينة تعز وقد انضم إليهم مجموعة من لاعبي المدينة الذين كانوا يطلقون على أنفسهم اسم فريق النصر ومن فريقي طلاب القسم الداخلي وفريق النصر تكون فريق الصقر.

## السياحة
لا زالت الكثير من مواقع الجذب السياحي غير مطورة وتنقصها الخدمات جراء الحروب والاقتتال الدائم الذي يعاني منه اليمن فاليمن يمتلك أربعة مواقع ضمن مواقع التراث العالمي هي سقطرى وصنعاء القديمة وشبام ومدينة زبيد القديمة ورغم ارتفاع عدد السياح إلى 176.98% في اليمن ما بين 2004 -2003 إلا أن الحكومة لم تبدي اهتماما بالقطاع السياحي وارتفع معدل إقامة السياح من 7 أيام إلى 16 يوم وكلها مؤشرات إلى إمكانية تطوير القطاع السياحي في البلاد وأشارت بعض الدراسات أن تنمية قطاع السياحة في اليمن كفيل بإخراجه من دائرة البلدان الأقل نماء يأتي أغلب السياح إلى اليمن لزيارة سقطرى والآثار القديمة والتعرف على ثقافة الشعب اليماني وفنونه الشعبية والمهتمين بدراسة الثقافة العربية التي لم تتأثر بمؤثرات خارجية وذلك نتاج العزلة التي فرضت على اليمن لعقود طويلة وأشارت وزارة السياحية اليمنية إلى ذلك في تقريرها الأخير بشأن التنمية السياحية بأن الخدمات السياحية متواضعة في اليمن وتنعدم تماما في القرى الصغيرة التي تلقى إقبالا سياحيا.

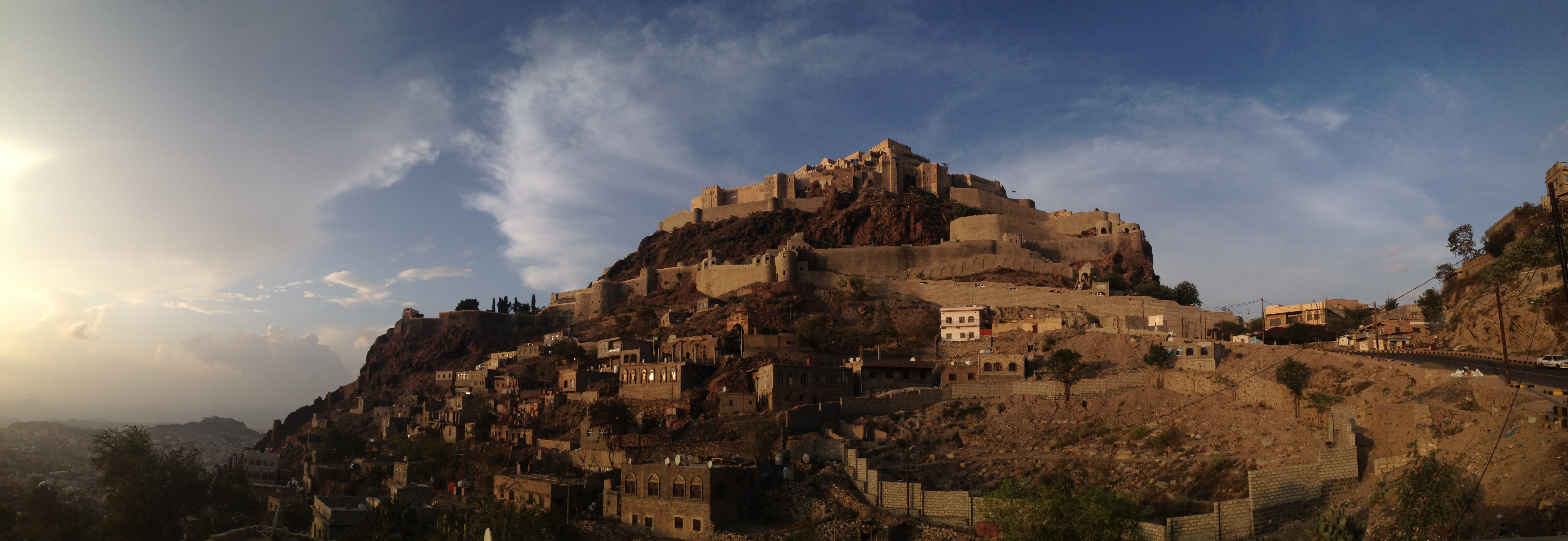
صورة بانورامية لقلعة القاهرة.

## معالم ومواقع أثرية وسياحية

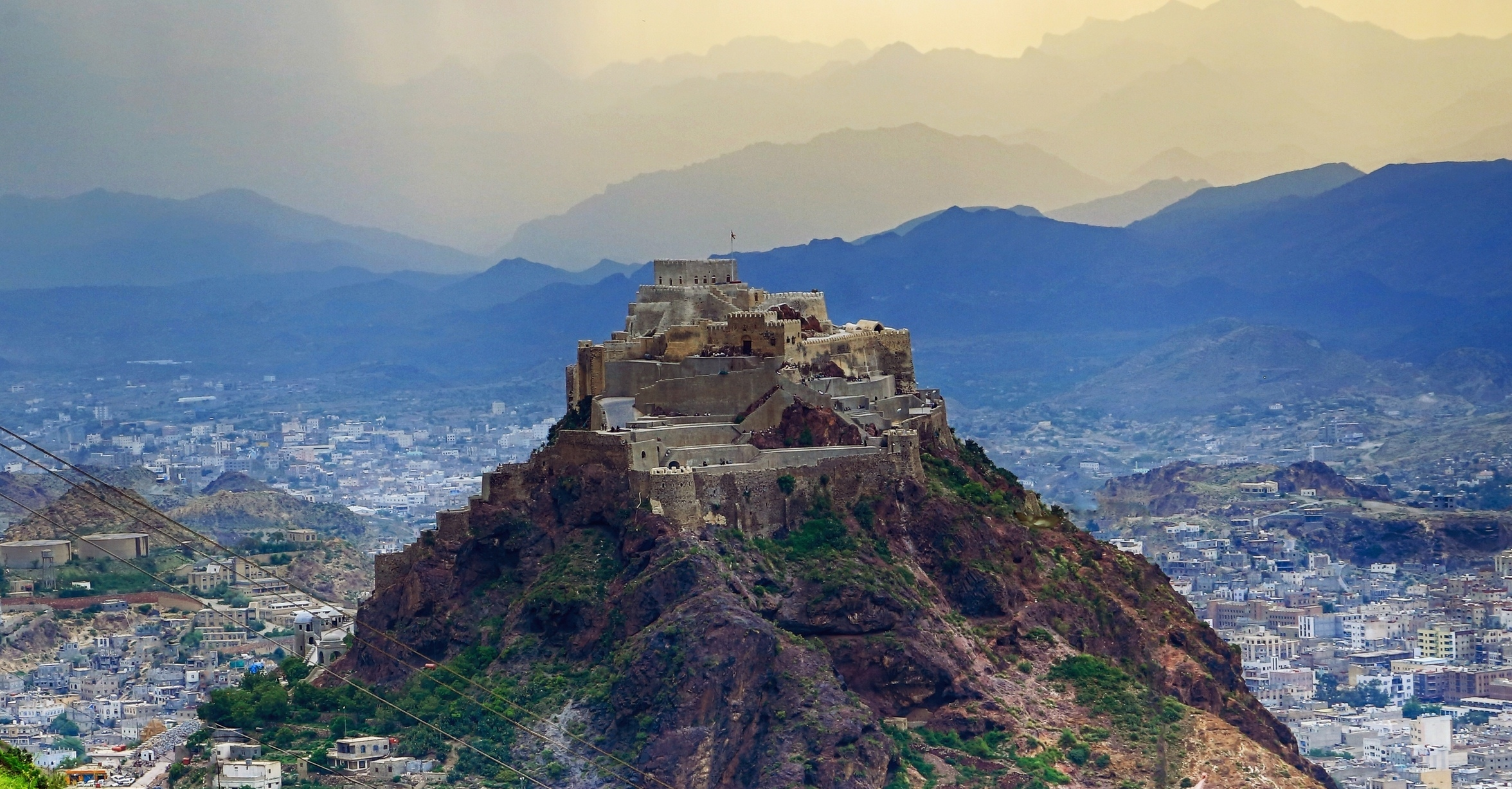
صورة لقلعة القاهرة.

من أهم معالم المدينة السور الأثري الذي تتخلله عدة بوابات لم يبقَ منها اليوم غير الباب الكبير وباب موسى، ومن معالمها مدرسة وجامع الأشرفية نسبة إلى الملك الأشرف إسماعيل بن العباس (1377-1400م) ذات المأذنتين المميزتين باللون وسط تلك الصخور البركانية عند أقدام الجبل، وكذا جامع ومدرسة المظفر، وقبة المعتبية التي تزينها من الداخل أجمل الصور بالألوان المائية. كما يوجد في المدينة متحف يحتوي على مجموعة من التحف والمقتنيات التي كانت في قصور الإمام أحمد بن يحيى حميد الدين (1948-1962م). ويوجد على قمة جبل صبر جنوب المدينة قلعة قديمة بناها الصليحيون وطورها الرسوليون، وسميت بقلعة القاهرة.
الآثار والمعالم التاريخية بتعز:
1. تعز القديمة
  1. سور المدينة
  2. الباب الكبير
  3. باب موسى
2. المدرسة المظفرية
3. المدرسة الأشرفية
4. المدرسة المعتبية
5. المدرسة الآتابكية
6. قبة الحسينية
7. جامع عبد الهادي السودي
8. قلعة القاهرة
9. قصر صالة
10. دار العرضي
(قصر الإمام)
11. جامع العرضي
12. قرية ثعبات

### المتاحف
يقع المتحف الوطني في تعز في قصر الإمام أحمد حميد الدين وافتتح القصر كمتحف بشكل رسمي في 1967م، ويحتوي على معروضات تراثية ومقتنيات الإمام أحمد وأسرته، بالإضافة إلى الأسلحة القديمة، والصور التذكارية.

## صور من تعز

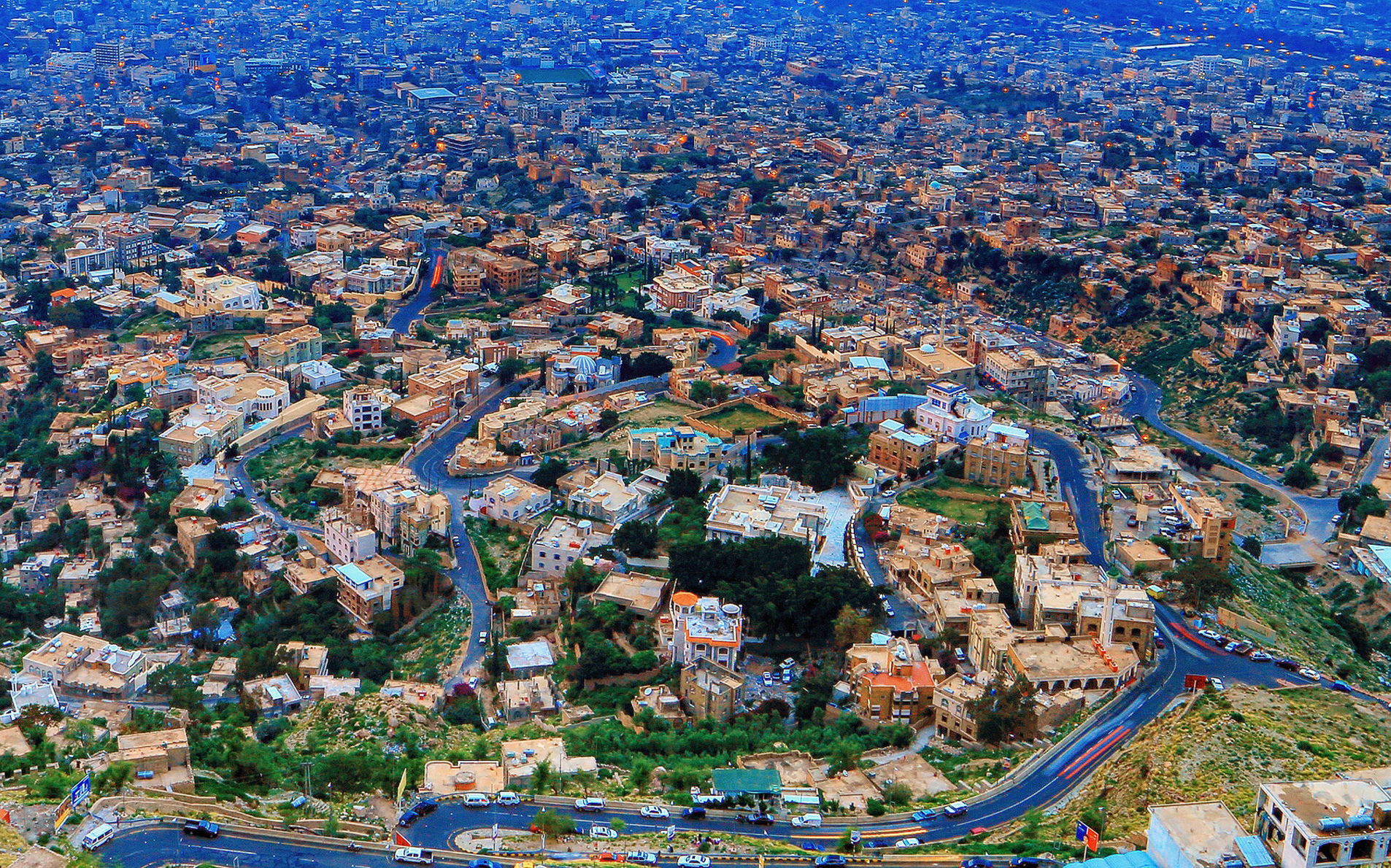
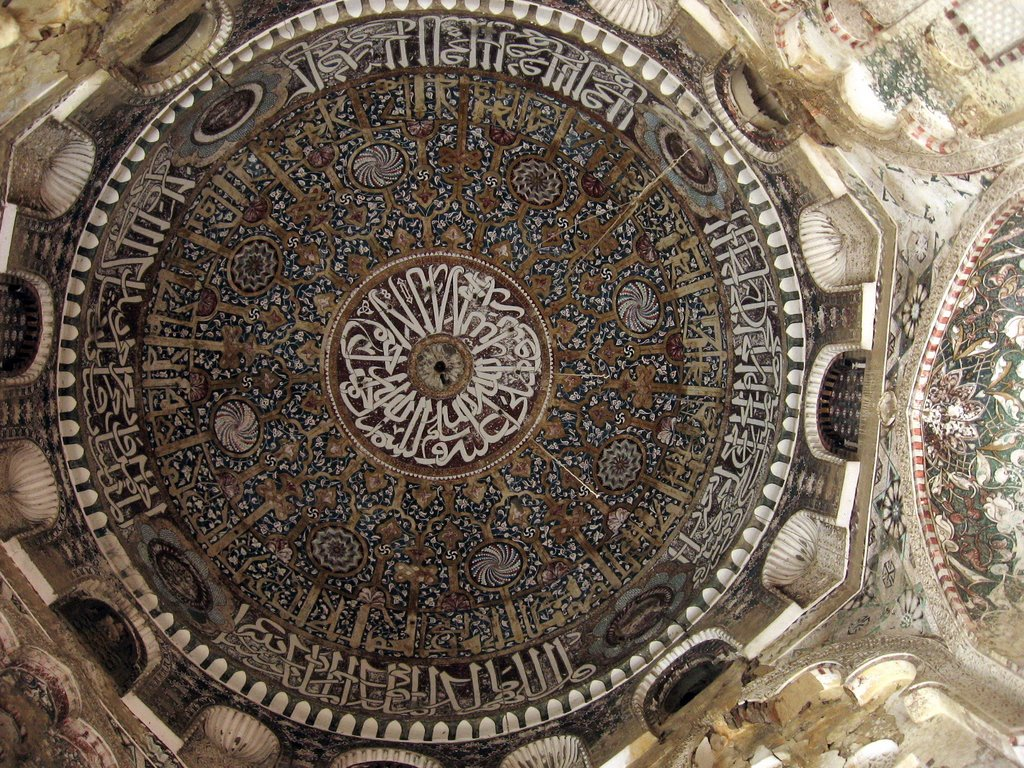
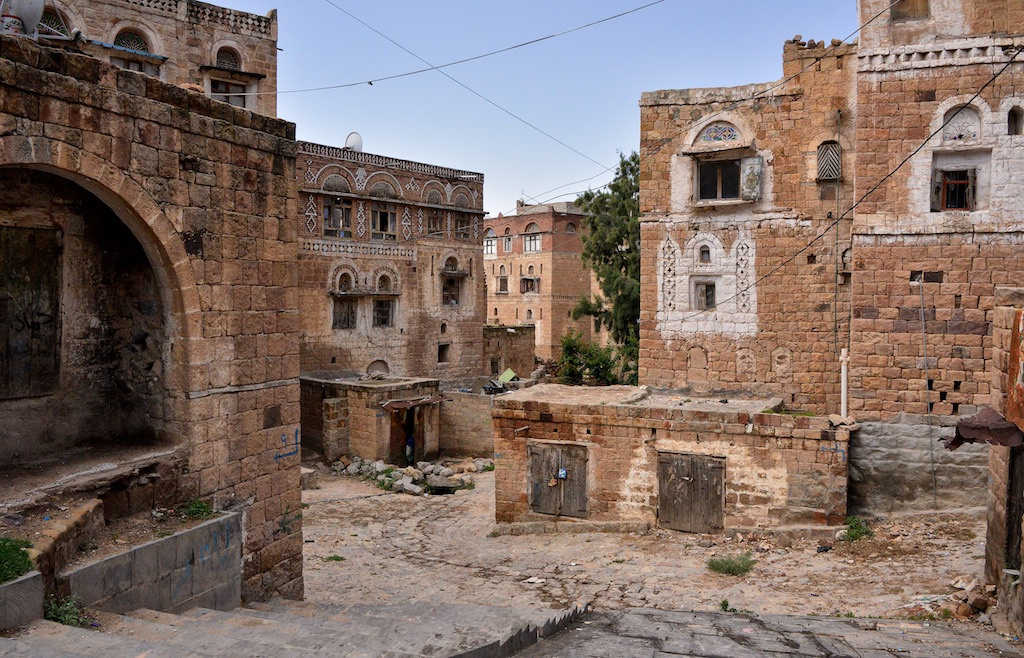
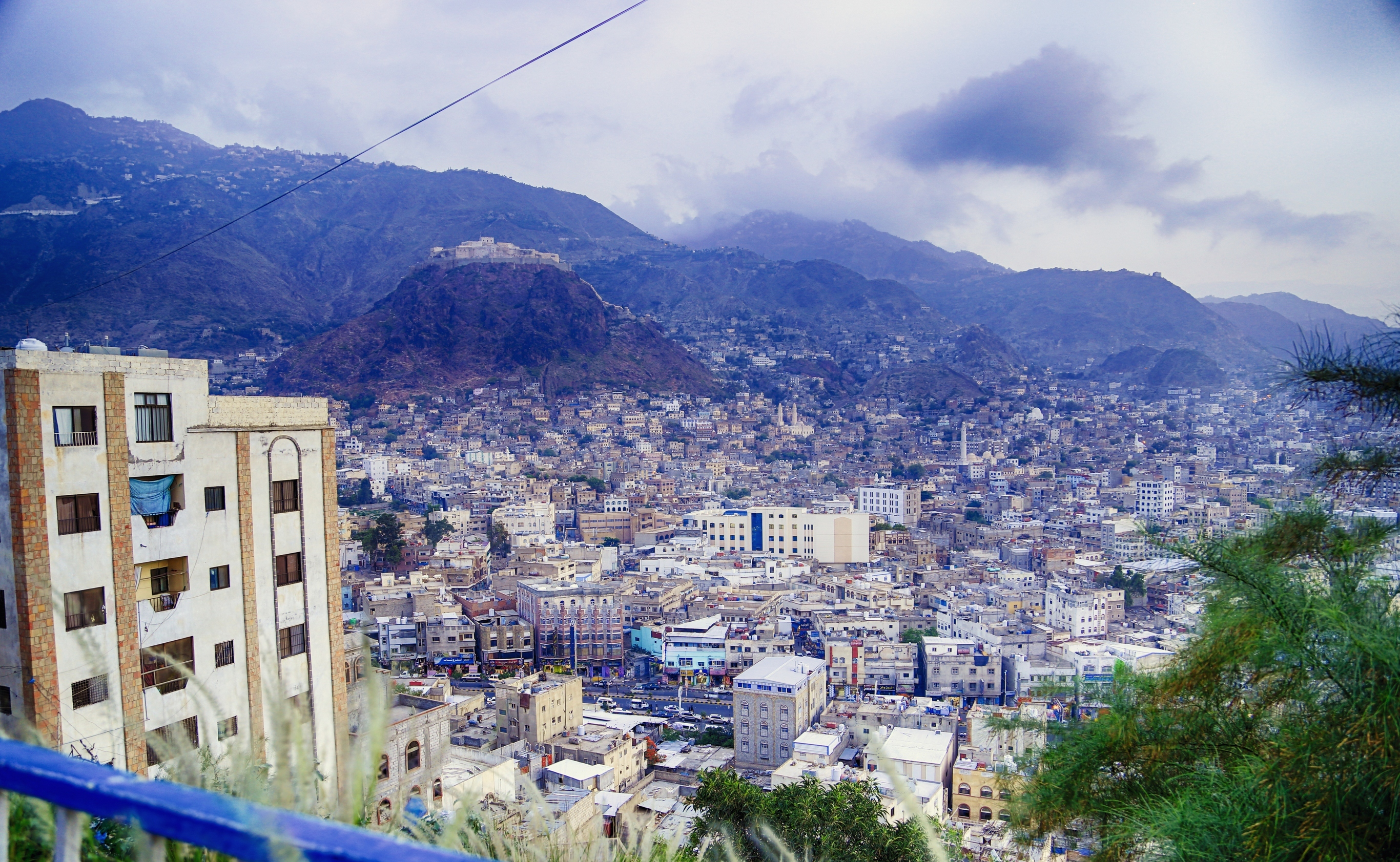
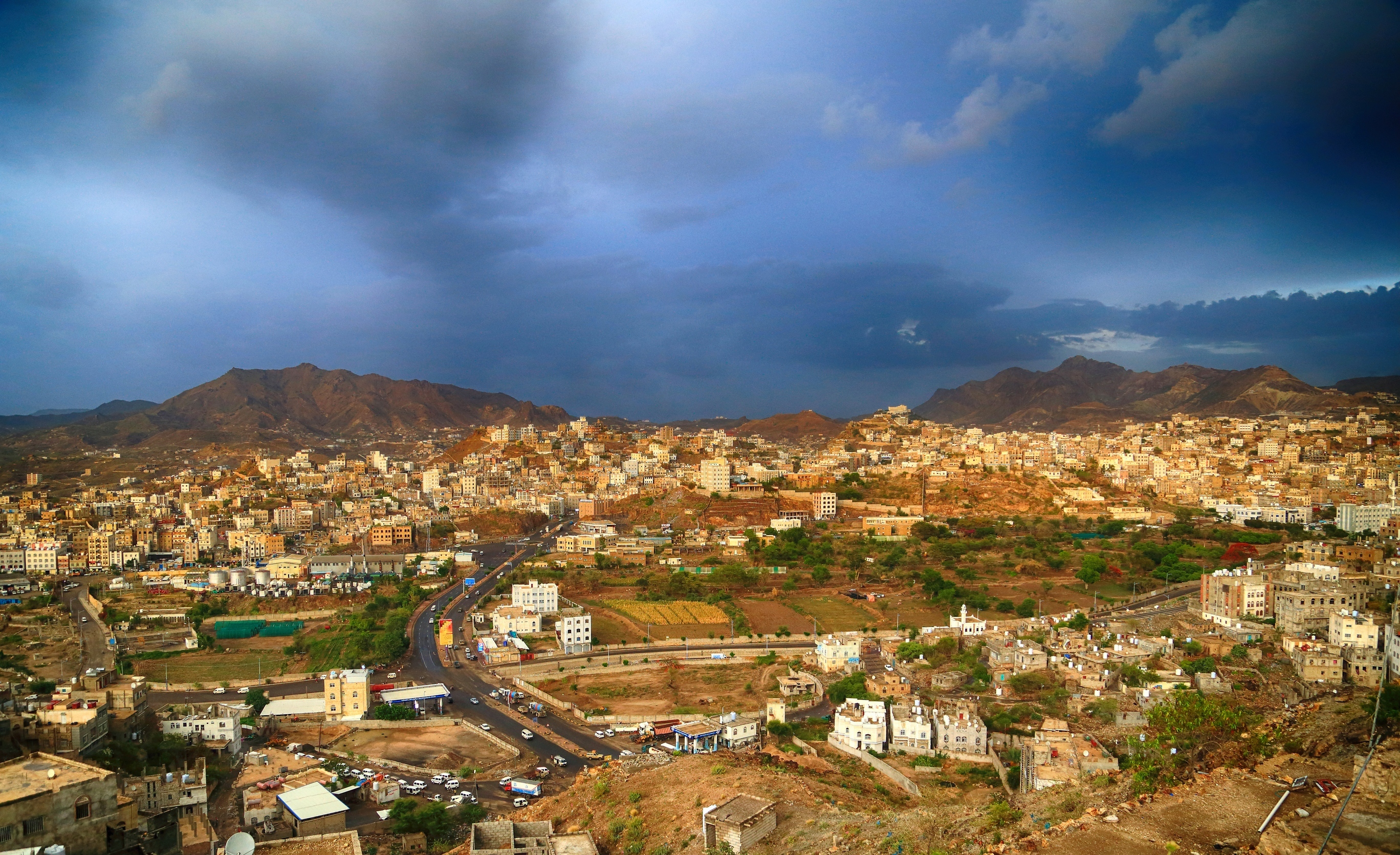
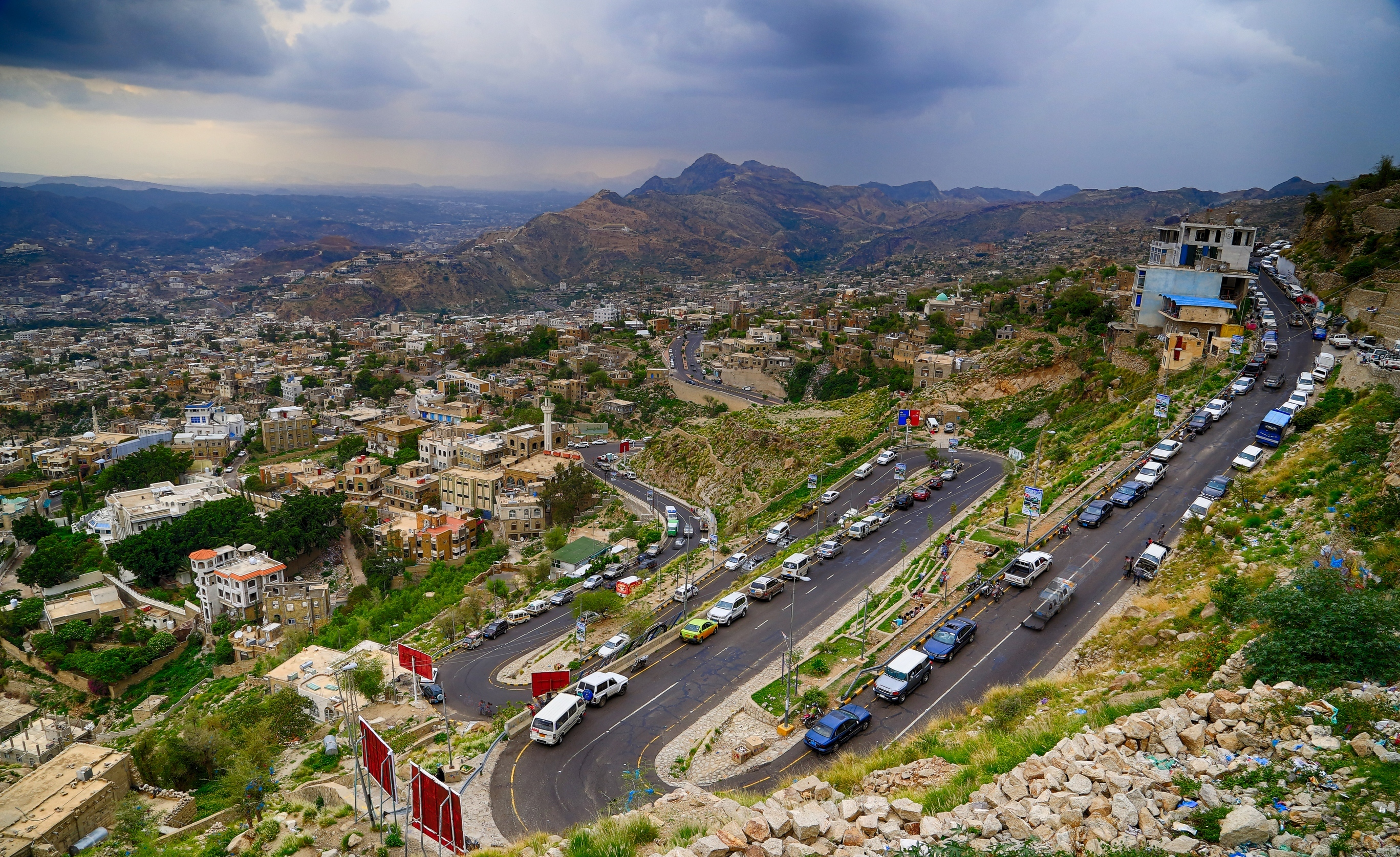
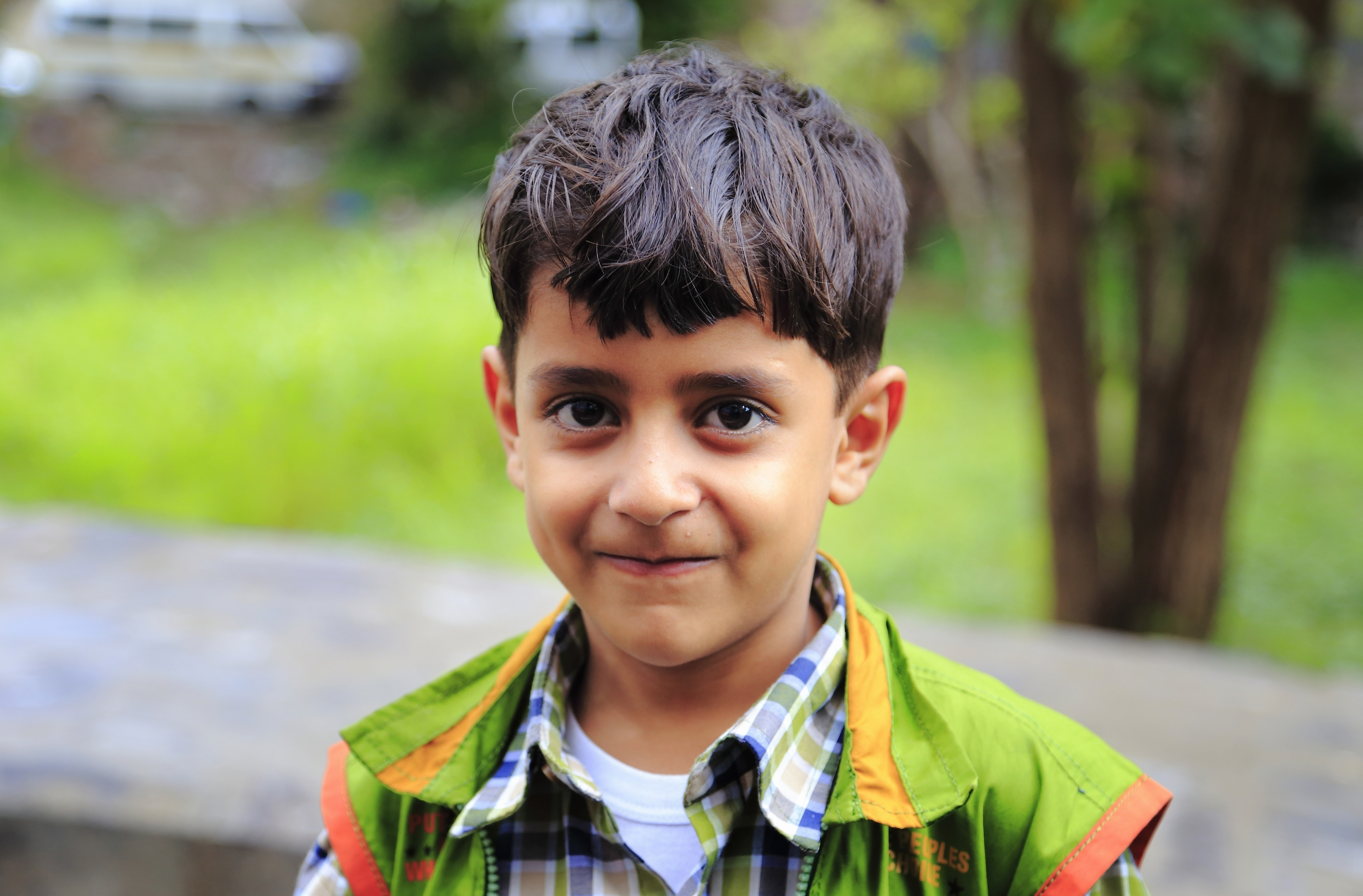
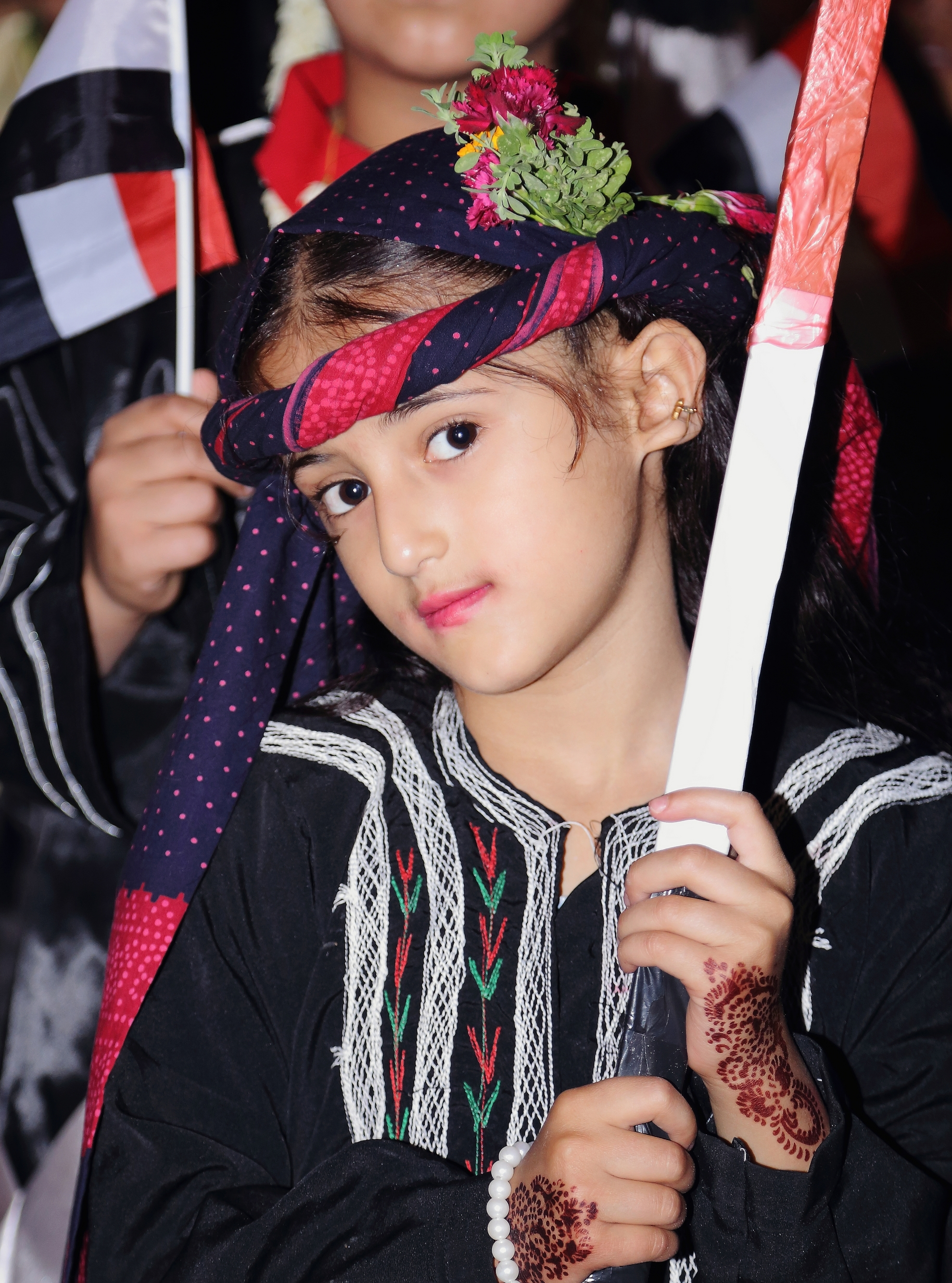
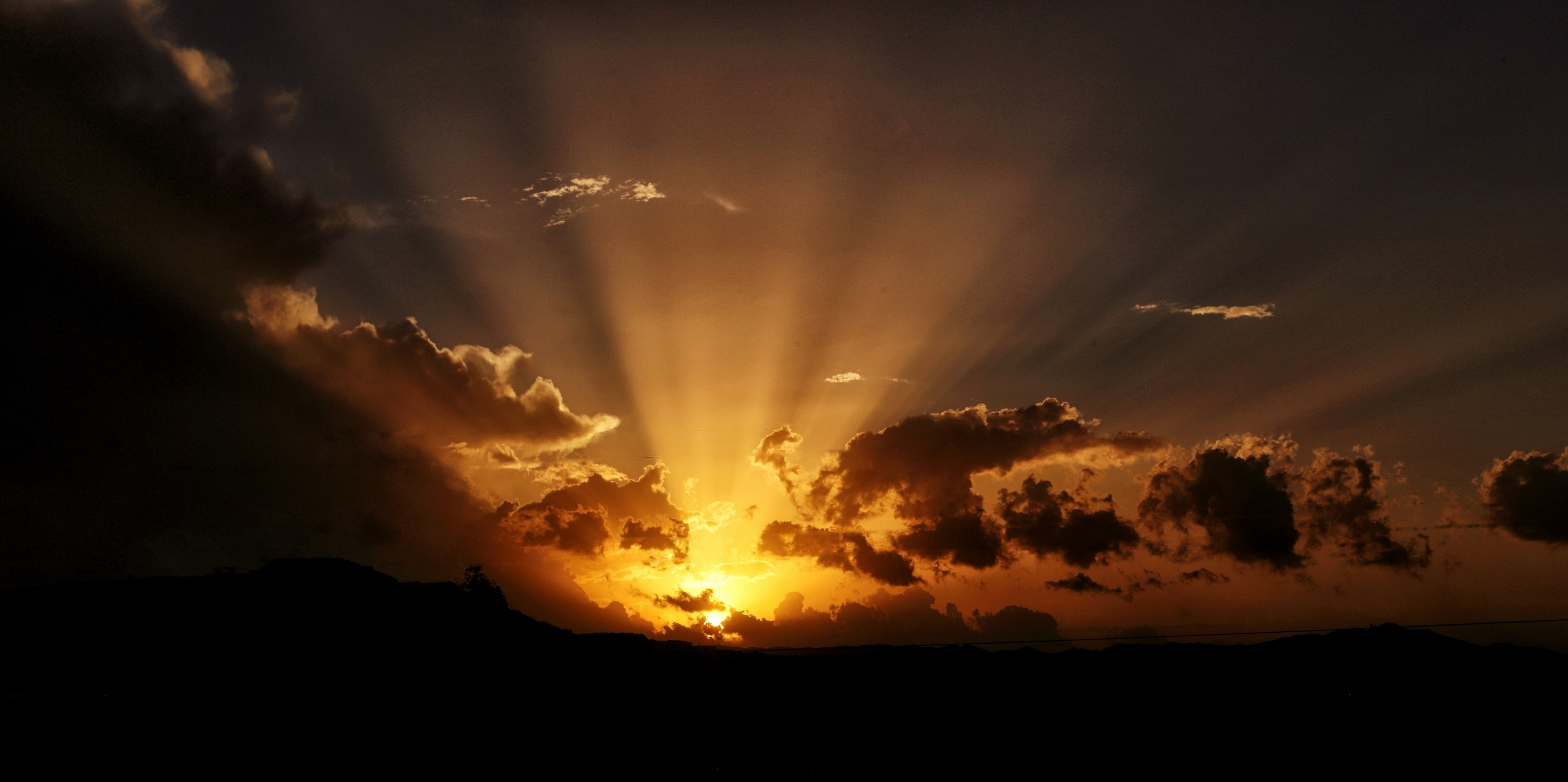
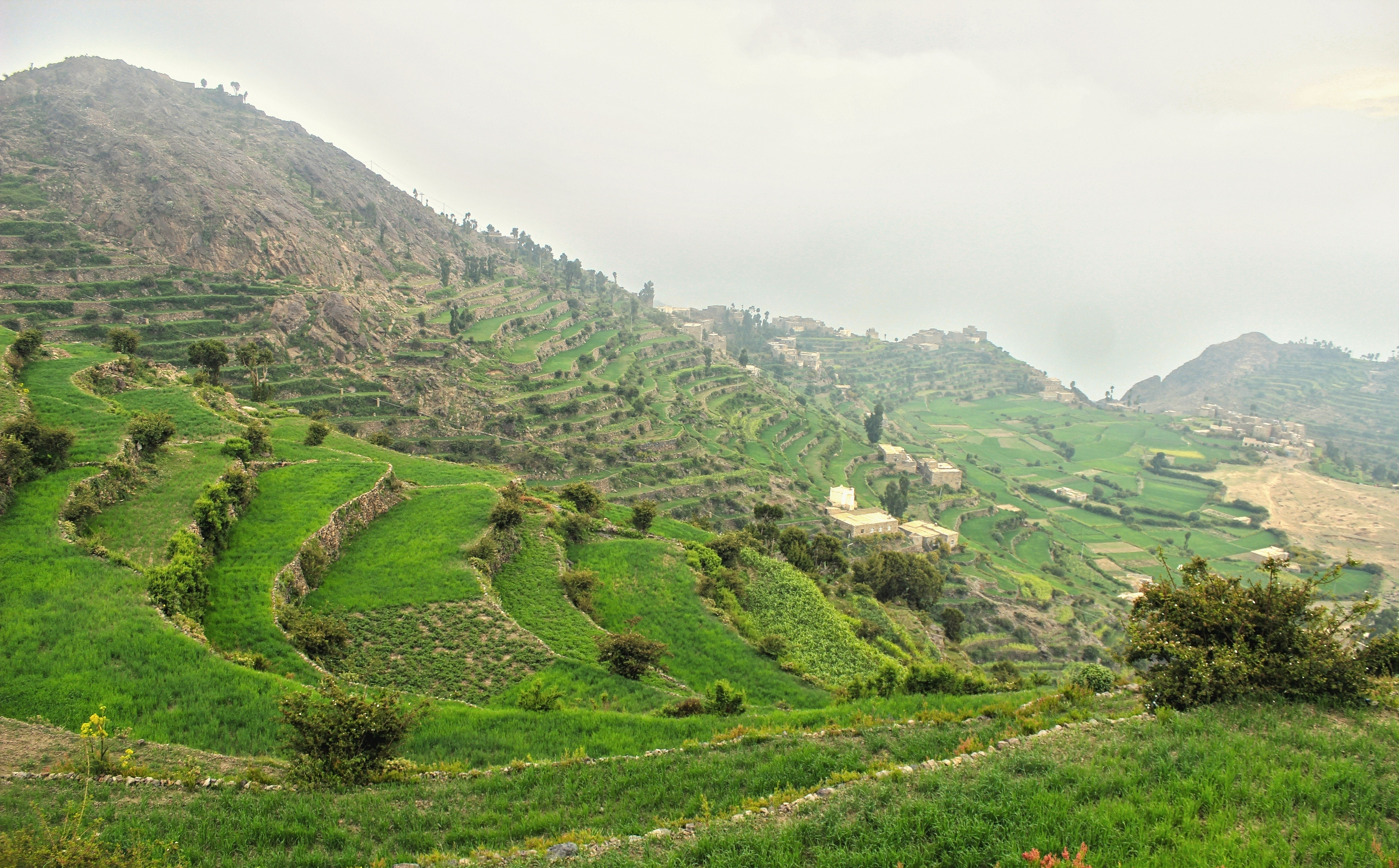

## وصلات خارجية
- مركز معلومات محافظة تعز.